# Дом любви... Полиция вмешивается
«Дом любви… Полиция вмешивается» (итал. Casa dell'amore... la polizia interviene, другое название «Дом любви… Полиция действует») — итальянский триллер 1978 года режиссёра Ренато Польселли, рассказывающий о группе археологов, раскрывающих деятельность сектантов по похищению и жертвоприношению молодых девушек. Наряду с фильмом «Турин – центр греха» данная картина стала последним продуктом кинокомпании G.R.P. Cinematografica. Кроме того, как и в отношении указанного фильма, режиссёром картины долгое время считался Бруно Вани, выступивший в качестве сценариста.

## Сюжет
Группа археологов в составе двух женщин и мужчины проводят раскопки в лесистой местности. Услышав из леса женские крики, археологи проследовали к их источнику и наткнулись на группу сектантов, преследующих какую-то девушку. В дальнейшем археологи, проследив ритуал захоронения этой девушки в пластиковом футляре, проследовали за сектантами в расположенный неподалёку особняк. Здесь археологи, пытаясь запечатлеть окружающие их события, записывают происходящее на магнитофонную ленты, попутно раскрывая заговор сектантов по похищению и жертвоприношению молодых девушек.

## В ролях
- Тони Матера — Хелм
- Мирелла Росси — Бриджитт
- Иоланта Машисти — Шарлотт
- Матильда Антонелли
- Никола Морелли — инспектор
- Сальваторе Каррара — убийца
- Катя Кардинали — Кэтти

## Производство и выход фильма
Съёмочный процесс фильма начался ещё в 1973 году и небольшими темпами продолжался до 1976 года. Показ картины особой популярностью не пользовался и вскоре фильм был забыт.

## Критика
Луис Поль в своей книге Italian Horror Film Directors отмечает, что события, происходящие после пришествия археологов в особняк, носят несвязный и запутанный характер пока не достигают беспорядочной развязки.